# 康斯坦丁·乌申斯基

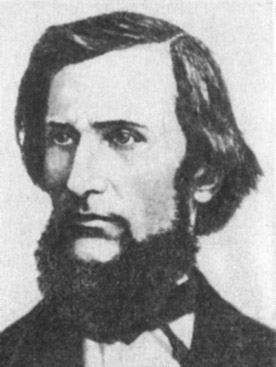
康斯坦丁·乌申斯基

康斯坦丁·德米特里耶维奇·乌申斯基（俄语：Константин Дмитриевич Ушинский，1824年3月2日［儒略曆2月19日］-1871年1月3日［儒略曆1870年12月22日］）是一位俄国教育家，俄国科学教育学的创建者 。乌克兰国立南方师范学校以“康斯坦丁·德米特里耶维奇·乌申斯基”命名。

## 生平
1824年3月2日［儒略曆2月19日］，康斯坦丁·乌申斯基出生在图拉市的一个退休陆军中校D.K. 乌申斯基的家庭。不久他们移居到乌克兰诺夫哥罗德-谢维尔斯克城附近，他父亲在那里担任uyezd judge 。1840年，乌申斯基进入莫斯科大学法律系，1844年毕业。1846年-1849年担任雅罗斯拉夫尔高等法政学校教授，但后来由于自由主义思想而被迫离开。
乌申斯基失业以后，依靠为杂志Sovremennik和Biblioteka dlya Chteniya写稿为生。一年半以后，乌申斯基在内务部宗教事务司找到一个科长助理的职位，虽然这个职业让他非常厌烦。 
1854年，乌申斯基成为加特钦斯克孤儿院的教师，1855年到1859年担任孤儿院学监。他在担任学监期间发生了一件幸运的事：他在两个已有20多年无人动过的书柜中发现了约翰·亨里希·裴斯泰洛齐的学生叶戈尔·古格尔的遗物——一套完整的教育文献集，这一发现强烈影响了乌辛斯基对理论教学的兴趣。
1871年1月3日［儒略曆1870年12月22日］，康斯坦丁·乌申斯基在敖德萨去世，安葬在基辅。